# Серпеевский
Серпеевский — посёлок в Дубровском районе Брянской области, в составе Рябчинского сельского поселения. Расположен в 8 км к западу от села Рябчи. Население — 271 человек (2010).

## История
Основан в начале XX века; до 1924 входил в состав Алешинской волости Брянского (с 1921 — Бежицкого) уезда, позднее в Дубровской волости, Дубровском районе (с 1929).
С середины XX века до 2005 года являлся центром Серпеевского сельсовета (в 1959—1969 временно в Алёшенском сельсовете).
| Годы      | 1926 | 1979 | 1989 | 2002 | 2010 |
| --------- | ---- | ---- | ---- | ---- | ---- |
| Население | 329  | 231  | 305  | 307  | 271  |